# اسلام شیعه در کانادا
اسلام شیعه در کانادا بخشی از جامعه جهانی شیعه است که با شیعیان در جاهای دیگر پیوند دارد. مسلمانان شیعه بخش برجسته‌ای از جامعه مسلمان کانادا بوده‌اند که از دهه ۱۹۷۰ به بعد برجسته‌تر شدند.
ورود مسلمانانِ شیعه به کشور کانادا به سبب مهاجرت جمعیت شیعیانی از کشورهای ایران، پاکستان، لبنان، و دیگر کشورها بوده است. مردم شیعه در این کشور حدود ۳۰۰/۰۰۰ نفر برآورد می‌گردند، ‌و بیشتر این جمعیت در شهرهای تورنتو، مونترال و ونکوور ساکن هستند.

## انجمن
جامعه مسلمانان شیعه به دو شکل اصلی در کانادا ظاهر می‌شود. یکی از طریق آیین اثنی عشری (دوازده امامی) و دیگری از طریق آیین اسماعیلیه (هفت امامی). با این حال، به دلیل عدم وجود سؤالات سرشماری که به جزئیات خاص در کانادا می‌پردازند، مشخص نیست که کدام جامعه بین این دو بزرگتر است. با این حال، هر دو مراکز اجتماعی شامل سالن‌های جماعت روحانی و مراکز تفریحی متصل ایجاد کرده‌اند. شیعه دوازده امامی مساجد و شیعه اسماعیلیان جماعت خانه در کشور دارند. دو مرکز برجسته اسماعیلی، مرکز اسماعیلی، تورنتو (ICT) در باغ‌های چهارباغ و مرکز اسماعیلیان، برنابی (ICV) است، در حالی که برجسته‌ترین مرکز دوازده امامیان، مرکز جامعه جعفری (JCC) در وان، انتاریو است.

## طرفداران
رضا حسینی نسب عالم کانادایی از آیین اثنی عشری است. انیسا مهدی، کارگردان و روزنامه‌نگار سینما، که اگرچه شیعه است، اما از دیدگاه پان‌اسلامی از اعتقادات خود گزارش می‌دهد.